# Trem de Prata
O Trem de Prata foi um serviço ferroviário operado pela Rede Ferroviária Federal (RFFSA), em parceria com o consórcio privado homônimo, que circulou entre as estações Barão de Mauá (Estrada de Ferro Leopoldina), no Rio de Janeiro e Barra Funda (Estrada de Ferro Santos Jundiaí), em São Paulo, no Brasil.

## História
Em 16 de fevereiro de 1991, o Trem Santa Cruz, serviço que fazia a ligação Rio - São Paulo, fez sua última viagem, após mais de quarenta anos de circulação. O Santa Cruz saía da Estação Central do Brasil, no Rio de Janeiro em direção à Estação da Luz, em São Paulo. Houve épocas em que o trem se dirigia à Estação Roosevelt (atual Estação do Brás), também na capital paulista. Com isso, o serviço ferroviário de passageiros da Rede Ferroviária Federal ficou comprometido, pois o Santa Cruz era um dos trens mais utilizados, apesar dos atrasos e problemas na conservação da via férrea. O Santa Cruz era muito utilizado por agências de viagem que vendiam pacotes de viagens de trem entre o Rio de Janeiro e Corumbá, sendo que o seu cancelamento causou prejuízos econômicos. Após tentativas malsucedidas de se retomar o serviço, ocorridas em 1992, a Rede Ferroviária Federal resolveu retomar a operação dos trens em parceria com a iniciativa privada. Em 13 de agosto de 1993, foi lançado o edital de licitação 033/SR-3/93, através da qual a iniciativa privada ficaria responsável pela organização do serviço e venda de passagens, cabendo à Rede Ferroviária Federal a locação de 25 carros Budd, além de locomotivas.
A viagem inaugural do Trem de Prata ocorreu no dia 8 de dezembro de 1994, quando partiu da Estação Barão de Mauá (Leopoldina), no Rio de Janeiro para a Estação da Barra Funda (da EFSJ), em São Paulo. Devido ao grande sucesso causado pelos altos números de reservas e de demandas de passageiros, as viagens que anteriormente ocorriam aos finais de semana, tornaram-se diárias a partir de 1995. 
O Trem de Prata contava com cerca de 10 vagões (1 carro-bar, 2 carros-restaurantes, 2 vagões de bagagem e 4 carros-dormitórios com suíte, dotados de quarenta cabines duplas ocupadas por oitenta passageiros e atendidas por 24 tripulantes). Em uma velocidade de 60 quilômetros por hora, a viagem ferroviária durava nove horas e meia pelos 516 quilômetros de trilhos, partindo às 20h30 e chegando ao destino final às 6 da manhã. No carro-restaurante, as refeições eram servidas em dois turnos: das 20h30 às 22h30 da noite e das 22h30 da noite à 0h30 da manhã. O ambiente requintado e o conforto oferecido durante a viagem, lhe valeram o apelido de "trem-hotel" ou "hotel sobre trilhos", dados pelos próprios passageiros à época. 
Depois de quase quatro anos, o Trem de Prata deixou de circular em 1998, tendo como um dos principais motivos a queda no número de passageiros. Ao ser reativado em 1994, sua capacidade era de 124 passageiros. Depois de dois anos, caiu para 76 passageiros.
Após um acidente com um Fokker-100 da TAM em novembro de 1996, que fazia a ponte aérea Rio–São Paulo, houve um aumento da procura de passageiros por vagas no trem, onde suas centrais de reserva receberam 100% a mais de ligações que o habitual, repetindo-se em outros dias, totalizando-se 250 candidatos. Às segundas e terças-feiras, o trem costumava viajar com 50% de lotação e com 80% das passagens sendo vendidas horas antes da partida da composição, no Rio.
Com o passar do tempo, o barateamento das passagens da ponte aérea a tornou mais acessível que a viagem ferroviária na época, além de problemas com atrasos ou acidentes e a falta de manutenção adequada da linha férrea, sobretudo na malha suburbana das duas metrópoles, que causavam por vezes até mesmo a interrupção de viagens, que eram completadas por ônibus, já na capital fluminense.
"Quando entrei no vagão, senti cheiro de mofo", disse a fisioterapeuta Margareth Ferreira Fonseca, fluminense de Nova Iguaçu. "Me decepcionei. Vim esperando algo mais chique. Tive vontade de pedir meu dinheiro de volta e pegar a ponte aérea."
Se optasse pelo avião, Margareth teria economizado. Para ir de trem, uma viagem de dez horas com direito a jantar e café da manhã, gastou R$ 120 (cabine mais barata). Teria gasto R$ 82 na ponte aérea (viagem de 50 minutos).— Trecho de matéria do repórter Fábio Schivartche publicada no jornal Folha de S.Paulo, 1 de dezembro de 1998
O último Trem de Prata partiu na noite de 29 de novembro de 1998 da antiga Estação da Barra Funda (da EFSJ), chegando à Estação Barão de Mauá (Leopoldina) na manhã de 30 de novembro. 
O fim das viagens do Trem de Prata causou comoção na época, tanto entre funcionários como também entre os tradicionais passageiros da ponte ferroviária entre as duas capitais. 